# Kirchenburg Hundertbücheln
Die Kirchenburg Hundertbücheln ist eine von den Siebenbürger Sachsen des Dorfes Movile (Hundertbücheln) errichtete Wehrkirche in Siebenbürgen (heute im Kreis Sibiu, Rumänien) im Schenker Stuhl.

## Kirche
Die Kirche (Hl. Michael) entstand im 13. Jahrhundert als romanische Basilika mit Westturm sowie einem Glockenturm. Vom romanischen Bau sind der Glockenturm, die Nord- und Südmauer des Schiffes sowie eine kleine Kammer südlich der Kirche erhalten. Ein Würfelkapitell (Korbkapitell) einer Halbsäule war 1965 im Kirchhof zu sehen (Hellmut Klima 1965). Im 14. Jahrhundert wurde im Westen der Kirche ein Torturm erbaut. Sein Erdgeschoss bildet eine überwölbte Vorhalle. Im 15. Jahrhundert wurde im Osten der Kirche über dem Chor ein massiver Turm mit einem Wehrgang und Schießscharten errichtet. Ende des 14. Jahrhunderts erfolgte der Umbau im spätgotischen Stil. Chor und Mittelschiff wurden mit einem Sternengewölbe ausgestattet, die Mauern des Schiffes um drei Meter erhöht und Spitzbogenfenster eingebaut. An der Nordwand des Schiffes wurde eine Wendeltreppe angebaut. Um 1730 wurde der Wehrgang des Torturms entfernt und das heutige Dach errichtet.

## Ausstattung
Der Altar wurde 1840 unter Verwendung älterer Bilder aufgestellt (Kreuzigung, Paulus und Petrus). Das Taufbecken stammt von 1584, wurde 1902 übermalt, und trägt die Inschrift „WLB 1584“.
Die Orgel baute Samuel Mätz vermutlich 1862. Sie besitzt ein Manual mit 10 Registern und ein Prospekt mit Barockelementen. 1913 wurde die Orgel durch Karl Einschenk (Kronstadt) repariert.
Im Glockenturm hängen drei vorreformatorische Glocken. Die große Glocke stammt aus der Zeit um 1400, die mittlere von 1496, die kleinste Glocke von 1411.

## Die Kirchenburg
Der innere Mauerring stammt vermutlich aus dem 15. Jahrhundert. Die Ringmauer wird im Südosten durch einen „Portenturm“ verstärkt. Er hat ein gewölbtes Erdgeschoss und ist mit Schießscharten und Gußlöchern ausgestattet. Im Norden steht ein rechteckiger Speckturm, an dem im 16. Jahrhundert in einem Bogen um die Nord-, West- und Südseite der Burg eine zweite Ringmauer um einen Zwinger errichtet wurde. Auf der Westseite der Kirche in Verbindung zur inneren Ringmauer steht der Torturm, der ursprünglich mit einem Fallgatter ausgestattet war. Von diesem sind noch Hackensteine und eine Rolle erhalten. Um 1930 wurde das oberste Stockwerk des Torturms abgetragen. 1936 stürzte der alte Portenturm ein. 1961 wurden Reparaturen an der inneren Kirchenmauer durchgeführt.